# Translatologie
Translatologie je věda o překladu a tlumočení, respektive interdisciplinární vědní obor zabývající se převodem textů z jednoho jazyka do jiného, případně z jednoho sémiotického systému do jiného, ať už překladatelem lidským nebo překladačem strojovým, písemně (překlad) nebo ústně (tlumočení). Zajímá se o otázky přesnosti (věrnosti) překladu, převodu textů z jedné kulturní oblasti nebo dějinné doby do jiné, o otázku možnosti překladu (přeložitelnosti) apod.
V zásadě lze translatologii dělit na deskriptivní a aplikovanou. Do deskriptivní odnože spadá například kritika překladu či dějiny překladu. Aplikovaná translatologie se zabývá překladatelskou a tlumočnickou praxí.

## Základní pojmy
Během interlingvální (mezijazyčné) komunikace se na rozdíl od monolingvální (jednojazyčné) komunikace objevuje jazyková a kulturní bariéra, která znemožňuje vzájemné dorozumění. Do komunikačního procesu tak nutně vstupuje zprostředkovatel, který ovládá oba jazyky včetně jejich kulturních vzorců i způsoby transferu (přenosu) z jednoho jazykového kódu do druhého. Odborník na ústní jazykově-kulturní zprostředkování je označován jako tlumočník, odborník na písemný jazykově-kulturní zprostředkování pak jako překladatel. Zastřešujícím pojmem pro překladatele a tlumočníka je translátor. Tlumočení a překladatelství je souhrnně nazýváno jako translační činnost či translace. Věda o překladu a tlumočení je translatologie. Překládaný či tlumočený text je označován jako výchozí text, který je z výchozího jazyka převáděn do cílového jazyka. Produktem této translace je pak cílový text.

## Vývoj translatologie
Ačkoliv úvahy o překladu lze nalézt již v antických zdrojích, translatologie jako akademická disciplína se konstituovala až na přelomu šedesátých a sedmdesátých let 20. století. Přímo tomu předcházel bouřlivý rozvoj lingvistiky. První fáze translatologie tedy byla výrazně lingvisticky orientovaná. Do tohoto období spadají práce českého literárního vědce Jiřího Levého (České theorie překladu z roku 1957 a Umění překladu z roku 1963), amerického teoretika biblického překladu Eugena Nidy (Toward a Science of Translating z roku 1964) a skotského lingvisty Johna C. Catforda (A Linguistic Theory of Translation z roku 1965). Za počátek translatologie je považována stať americko-nizozemského překladatele J. S. Holmese The name and nature of translation studies přednesená roku 1972 na 3. mezinárodní konferenci aplikované lingvistiky v Kodani, v níž se Holmes vyslovil pro vyčlenění translatologie jako samostatného vědeckého oboru (s anglickým názvem Translation Studies) a navrhl i jeho klasifikaci. V Československu tradici bádání v oblasti literárního překladu dále rozvíjel slovenský translatolog Anton Popovič v Nitře (Teória umeleckého prekladu z roku 1975).
Od konce sedmdesátých let došlo k podstatnému rozšíření zájmů translatologie, k tzv. kulturnímu obratu. Lingvistické zájmy ustoupily do pozadí a výzkum se soustředil na fungování literárních systémů jako celků, mezi nimiž překlad funguje jako zprostředkující prvek. Velký vliv v této době měla telavivská škola zaměřená na deskriptivní translatologii v čele s Itamarem Even-Zoharem a jeho žákem a pozdějším kolegou Gideonem Tourym. Even-Zohar přišel s tzv. teorií polysystému, podle níž jsou kultura a literatura na normách a konvencích konstituované systémy, jejichž podsystémem je překladová literatura (článek The Position of Translated Literature within the Literary Polysystem z roku 1978). Jiným významným teoretikem osmdesátých a devadesátých let byl původem belgický translatolog André Lefevere, představitel tzv. manipulační školy, v níž upozorňuje na vnější vlivy, které formují literární systém a překladovou literaturu. Kromě toho představitelé heidelberské funkcionalistické školy Katharine Reissová a Hans Vermeer představili teorii skoposu (Grundlegung einer allgemeinen Translationstheorie z roku 1984), v níž překlad chápou jako jednání směřující za stanoveným účelem, jehož dosažení hraje v překladu nejdůležitější roli. K těmto německým funkcionalistickým teoretikům se řadí i Christiane Nordová. V devadesátých letech se kritikou předchozího odosobněného přístupu dospívá k širokému bádání o překladatelích jako o aktivních jedincích.
První moderní překladatelské a tlumočnické školy začínaly vznikat od druhé světové války, nejstarší z nich roku 1941 při Ženevské univerzitě. Roku 1957 byla založena École supérieure d'interprètes et de traducteurs (ESIT, dnes součást 3. pařížské univerzity) v Paříži. Další střediska pro přípravu budoucích tlumočníků a překladatelů vznikla např. v Lipsku, Germersheimu, Heidelbergu, Saarbrückenu, Štýrském Hradci, ve Vídni nebo Moskvě. První taková škola v Československu vznikla roku 1963 v Praze na Univerzitě 17. listopadu, která se roku 1974 stala součástí Filozofické fakulty Univerzity Karlovy a v rámci ní působí jako Ústav translatologie. V roce 1970 byla obdobně zahájena i výuka v Bratislavě.

## Osobnosti spojené s translatologií
- Daniel Gile
- Andrew Chesterman
- Jiří Levý
- Otakar Levý
- Peter Newmark
- Eugene Nida
- Jiří Pechar
- Anton Popovič
- Anthony Pym
- Danica Seleskovitchová
- Gideon Toury
- Miloslav  Uličný